# Триумфальная арка (Париж)
Триумфальная арка (фр. Arc de triomphe de l’Étoile) — монумент в 8-м округе Парижа на площади Шарля де Голля (Звезды), возведённый в 1806—1836 годах по проекту архитектора французского ампира Жана-Франсуа Шальгрена. Проект арки «в древнеримском стиле» был разработан по распоряжению Наполеона Бонапарта в ознаменование побед его «Великой армии». За основу была взята композиция однопролётной Триумфальной арки Тита на римском Форуме. После смерти Шальгрена в 1811 году строительство продолжал архитектор Жан-Арно Реймон.

## Описание
Триумфальная арка, выполненная в стиле ампир, имеет внушительные размеры: высота — 49,51 м, ширина — 44,82 м, высота свода — 29,19 м. В углах над арочным проёмом расположены барельефы работы скульптора Жана-Жака Прадье с изображением крылатых дев, трубящих в фанфары, — аллегорий славы.
Арка украшена четырьмя горельефными группами:
- со стороны Елисейских Полей:
  - слева — «Триумф 1810 года» по случаю подписания Шёнбруннского мира скульптора Жан-Пьера Корто;
  - справа — «Выступление добровольцев 1792 года» против прусских войск, оккупировавших Лотарингию, известное как «Марсельеза», скульптора Франсуа Рюда;
- со стороны авеню Гранд-Арме[фр.]:
  - слева — «Мир 1815 года» скульптора Антуана Этекса;
  - справа — «Сопротивление 1814 года», скульптура того же автора.

- Триумф 1810 года
- Выступление добровольцев 1792 года, или Марсельеза
- Мир 1815 года
- Сопротивление 1814 года

Шесть барельефов на четырёх сторонах арки изображают сцены из истории Великой французской революции и Первой империи, располагаются выше скульптурных групп, а также по боковым фасадам арки:
- со стороны Елисейских Полей:
  - слева — изображающий представление Бонапарту пленного турецкого военачальника Саида Мустафа-паши после битвы при Абукире 25 июля 1799 года, скульптора Бернара Сёрра;
  - справа — «Похороны генерала Марсо 21 сентября 1796 года», скульптора Анри Лемера;
- со стороны авеню де ла Гранд-Арме́:
  - «Сражение при Арколе 15 ноября 1796 года», скульптора Жан-Жака Фешера;
  - «Битва за Каноб в Египте 3 июля 1798 года», скульптора Жан-Этьена Шапоньера;
- по бокам:
  - «Сражение при Жемаппе 6 ноября 1792 года», скульптора Карло Марокетти;
  - «Битва под Аустерлицем 2 декабря 1805 года», скульптора Теодора Гештера[фр.].

- Сражение при Жемаппе,
 6 ноября 1792 года
- Битва под Аустерлицем,
 2 декабря 1805 года

- Похороны генерала Марсо,
 21 сентября 1796 года
- Битва при Абукире,
 25 июля 1799 года
- Сражение при Арколе,
 15 ноября 1796 года
- Битва за Каноб,
 3 июля 1798 года

На стенах арки выгравированы названия 158 сражений, выигранных республиканской и императорской армиями, а также имена 660 французских военачальников.
- Сражения, высеченные на Триумфальной арке

В честь «ста дней» правления Наполеона арку окружают 100 гранитных тумб, соединённых между собой чугунными цепями. Внутри арки находится небольшой музей, посвящённый истории её строительства и проходившим под ней церемониям.
- Вид на Париж с Триумфальной арки

## Краткая история
Со времён правления Людовика XIV прямая дорога соединяла парижский дворец Лувр и площадь Этуаль. А далее, чтобы попасть в Версальский дворец, дорога поворачивала налево — строго на запад — на авеню Фош (имени маршала Фоша) либо ещё левее — по авеню Виктора Гюго — и далее выходила за пределы Парижа. Название этой дороги — «Историческая ось» — не устарело и сегодня: на одной оси стоят здесь три арки — Каррузель возле Лувра, Триумфальная арка на площади Этуаль и Большая арка, построенная уже в нашу эпоху в ультрасовременном квартале Дефанс.
В декабре 1806 года, через год после Аустерлицкого сражения, Наполеон распорядился соорудить на парижском холме Шайо триумфальную арку в честь военных побед, одержанных Францией во время Революции и в период Первой империи. Целых два года ушло на сооружение фундамента. В 1810 году, когда новоиспечённая императрица Мария-Луиза должна была торжественно въехать в столицу по Елисейским полям, на каменном фундаменте была наспех сделана из досок и сурового полотна «декорация» будущей арки. Архитектор Шальгрен умер в 1811 году, арке на тот момент не хватало 5 метров до проектной высоты, но работы были прекращены в связи с чередой военных неудач. Наполеон не дожил до окончания строительства Триумфальной арки: оно завершилось лишь в 1836 году, в царствование Луи-Филиппа под руководством архитектора Абеля Блуэ.
- Модель будущей арки из досок и сурового полотна,
 2 апреля 1810 года
- Государственные похороны Наполеона,
 15 декабря 1840 года
- Освобождение Парижа,
 26 августа 1944 года
- Летние Олимпийские игры,
 14 сентября 2024 года

15 декабря 1840 года под аркой проехал траурный кортеж с прахом Наполеона, доставленным с острова Святой Елены. Позднее торжественной погребальной церемонии с остановкой под сводами Триумфальной арки удостоились после своей кончины Адольф Тьер, Леон Гамбетта, Виктор Гюго, Лазар Карно, Патрис де Мак-Магон, Маршалы Фердинанд Фош, Жозеф Жоффр, Филипп Леклерк и Жан де Латр де Тассиньи. 25 августа 1944 года по Триумфальной арке прошла колонна французских добровольцев в ознаменование окончания Нормандской операции — открытию Второго фронта в Европе.

## Могила Неизвестного Солдата
28 января 1921 года под сводами арки были погребены останки неизвестного солдата, погибшего во время Первой Мировой войны.
- Площадь Шарля де Голля
- Могила Неизвестного Солдата
- Триумфальная арка в сумерках
- Внутренние стены арки